# Endtime Signals
Endtime Signals (englisch Endzeitsignale) ist das 13. Studioalbum der schwedischen Melodic-Death-Metal-Band Dark Tranquillity. Es erschien am 16. August 2024 über Century Media.

## Entstehung
Seit der Veröffentlichung des Vorgängeralbums Moment kam es zu zahlreichen Besetzungswechseln in der Band. Im Jahre 2021 verließen der Bassist Anders Iwers und der Schlagzeuger Anders Jivarp die Band. Beide wurde durch Christian Jansson bzw. Joakim Strandberg-Nilsson ersetzt. Im Januar 2023 verkündete die Band über Twitter, dass die Band mit der Arbeit an ihrem neuen Studioalbum begonnen haben. Im Juli 2023 verkündete der zweite Gitarrist Christopher Amott die freundschaftliche Trennung von der Band, die daraufhin als Quintett weitermachte. Der Großteil der Musik für das neue Album wurde vom Gitarristen Johan Reinholdz und dem Keyboarder Martin Brändström geschrieben. Auch die ehemaligen Gitarristen Niklas Sundin und Frederik Johansson steuerten Musik bei. Das Songwriting zog sich über sieben Monate hin.
Am 19. Oktober 2023 begann die Band mit den Aufnahmen. Der Gesang wurde im Tonstudio Rogue Music in Göteborg aufgenommen. Am 26. Januar 2024 waren die Aufnahmen abgeschlossen. Produziert wurde das Album vom Keyboarder Martin Brändström, während Jens Bogren das Album mischte und das Mastering übernahm. Als Gastmusiker sind die Streichinstrumentalisten der Göteborger Symphoniker bei dem Lied One of Us Is Missing zu hören. Insgesamt nahm die Band 14 Lieder auf. Allerdings konnten sich die Musiker lange nicht entscheiden, welche Lieder schließlich für das Album verwendet werden sollen. Schließlich entschloss sich die Band, die Lieder Zero Sum und In Failure als Bonustracks zu wenden. Musikvideos wurden für die Lieder The Last Imagination, Unforgivable und Not Nothing veröffentlicht. Das Albumcover wurde von Niklas Sundin entworfen.

## Hintergrund
Thematisch geht es auf Album darum, wohin sich Menschen bewegen, was sich im Laufe der Zeit fundamental in ihnen ändert und wie man mit diesen Veränderungen umgeht. In den vergangenen Jahren vor der Albumveröffentlichung gab es nur wenig Positivität und das Thema Trauer zieht sich durch das Album. Dabei geht es nicht nur darum zu betrauern, was man auf einem persönlichen Level verloren hat, sondern auch, wohin uns die geleisteten Opfer führen.

„Wir stellten uns vor, wie es wäre, wenn alles vorbei wäre: Wie würden wir neu anfangen, wo sollten wir beginnen, worauf könnten wir verzichten und worauf nicht? Wie würde der richtige Neuanfang aussehen? Ich ging durch eine harte Zeit und tat mich schwer, das Positive zu sehen. Es geht darum, wie bedrückend die Zeiten manchmal sind und wie niedergeschlagen man sich angesichts der eigenen Hilfs- und Ausweglosigkeit fühlt.“

Das Lied One of Us Is Gone widmet die Band ihrem ehemaligen Gitarristen Fredrik Johansson, der zwischen 1993 und 1999 in der Band spielte und im Jahre 2022 an einem Krebsleiden verstarb. Laut dem Sänger Mikael Stanne habe Johansson in seinen letzten Lebensmonaten viel Zeit mit seinen ehemaligen Bandkollegen verbracht und bot ihnen einige von ihm geschriebene Melodien bei.

## Rezeption
Das deutsche Magazin Metal Hammer kürte Endtime Signals zum „Album des Monats“. Lothar Gerber lobte die Band für die „Konstanz auf höchsten Niveau“, die Dark Tranquillity trotz der „vergleichsweise unsteten Besetzung“ zeigt. Keine andere Band würde „sich so gut darauf verstehen, Verzweiflung und Aggression über die stimmliche Ebene zu transportieren und das Ganze auf einem Sound zum Wohlfühlen und Hineinlegen zu betten“. Gerber vergab 5,5 von sieben Punkten. Simon Bauer vom deutschen Magazin Rock Hard bezeichnete das Album als „Schmelztiegel voll überkochender Emotionen; ein Manifest der bittersüßen Abgesänge, das tief blicken lässt, Schmerz zulässt, Wunden heilt und sich mit kathartischer Kraft von der Last dieser Welt zu befreien versucht“. Er vergab neun von zehn Punkten. Pavel Kondov vom Onlinemagazin Distorted Sound hingegen kritisierte, dass „die Experimente auf dem Album nicht immer erfolgreich wären“. Zwar wäre das Album „voll mit starken Momenten“, verfügt aber über „eher weniger herausragende Titel“. Kondov vergab sechs von zehn Punkten.

## Kommerzieller Erfolg
Endtime Signals stieg am 23. August 2024 auf Rang sechs der deutschen Albumcharts ein und avancierte somit zum bis dato bestplatzierten Album der Band in Deutschland. Damit löste es Moment ab, das im Jahr 2020 Tang 17 erreichte. In der Schweiz erreichte das Album mit Platz fünf ebenfalls eine neue Höchstplatzierung.
| ChartsChartplatzierungen | Höchstplatzierung | Wochen |
| ------------------------ | ----------------- | ------ |
| Deutschland (GfK)        | 6 (1 Wo.)         | 1      |
| Österreich (Ö3)          | 7 (1 Wo.)         | 1      |
| Schweden (GLF)           | 13 (1 Wo.)        | 1      |
| Schweiz (IFPI)           | 5 (1 Wo.)         | 1      |